# Bender Glacier
Bender Glacier är en glaciär i Antarktis. Den ligger i Västantarktis. Chile gör anspråk på området. Bender Glacier ligger 1 479 meter över havet.
Terrängen runt Bender Glacier är bergig åt nordost, men åt sydväst är den kuperad. Trakten är obefolkad. Det finns inga samhällen i närheten. 